# Czernichów (Silésie)
Pour les articles homonymes, voir Czernichów.
Czernichów (prononciation : [t͡ʂɛrˈɲixuf]) est un village de la voïvodie de Silésie et du powiat de Żywiec. Il est le siège de la gmina de Czernichów et comptait 1 098 habitants en 2008.